# Inga spectabilis
Inga spectabilis ist eine Baumart aus der Unterfamilie der Mimosengewächse (Mimosoideae). Sie ist in Mittel- und Südamerika beheimatet.

## Beschreibung
Inga spectabilis ist ein bis zu 15 Meter hoher Baum mit ausgeprägt vierfach gewinkelten Zweigen. Die kahlen Blätter sind zweifach paarig gefiedert, die Blättchen verkehrt eiförmig bis elliptisch. Das äußerste Blättchenpaar ist 19 bis 30 Zentimeter lang und 8 bis 18 Zentimeter breit, das innerste 10 bis 16 Zentimeter lang und 5 bis 9 Zentimeter breit.
Der Blattstiel ist ebenso wie die Blattrhachis geflügelt oder zylindrisch, zwischen jedem Blattpaar sitzen Drüsen. Die Nebenblätter sind 6 bis 9 Millimeter lang und annähernd dauernd.
Die Blütenstände sind Ähren. Der Schaft ist 3 bis 8 Zentimeter lang, die Rhachis 1 bis 5 Zentimeter lang. Die Blüten sind ungestielt. Die verholzten, flachen Früchte sind bis zu 70 Zentimeter lang und 8 Zentimeter breit und kahl.
Die Chromosomenzahl beträgt 2n = 26.

## Verbreitung
Inga spectabilis ist heimisch von Mexiko bis Südamerika. Sie wird wegen ihrer essbaren Früchte auch kultiviert, die als „Paternas“ auf den örtlichen Märkten verkauft werden.

## Systematik und Botanische Geschichte
Die Art wurde 1792 von Martin Vahl als Mimosa spectabilis erstbeschrieben und 1806 von Carl Ludwig Willdenow in die Gattung Inga gestellt.